# بطاقة الاقتراع

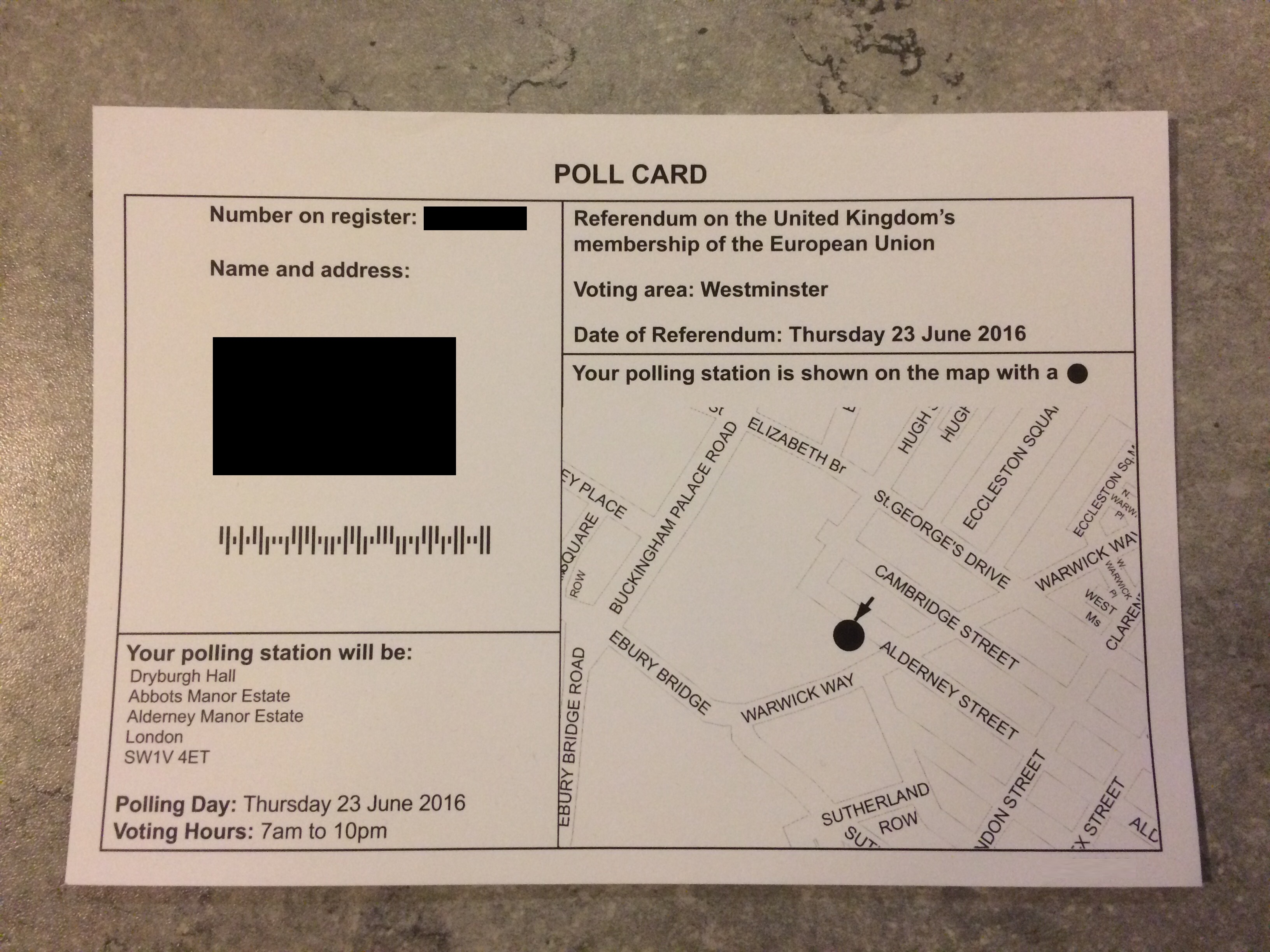

بطاقة الاقتراع الرسمية هي وثيقة يتم إرسالها إلى جميع الناخبين المسجلين قبل إجراء الانتخابات بفترة قصيرة في المملكة المتحدة. تقدم بطاقة الاقتراع معلومات عن الانتخابات والناخبين مثل موعد الانتخابات، وموقع لجنة الانتخابات، ومواعيد فتح اللجان وإغلاقها، واسم الناخب وعنوانه ورقمه الانتخابي. ليست هناك ضرورة لإحضار البطاقة إلى لجنة الانتخابات عند التصويت.

## وصلات خارجية
- Voting at an election - Directgov